# Dominate
Dominate  è un album pubblicato nel 2005 dal gruppo progressive metal francese Adagio.

## Tracce

### Versione Europea
1. "Fire Forever" - 4:11
2. "Dominate" - 5:59
3. "Terror Jungle" - 5:15
4. "Children Of The Dead Lake" - 6:04
5. "R'lyeh The Dead" - 8:25
6. "Darkitecht" - 6:18
7. "Kissing The Crow" - 2:28
8. "Fame" (cover di Irene Cara) - 4:01
9. "Undying" (bonus track) - 4:34

### U.S. Version
1. "Dominate" - 5:59
2. "Fire Forever" - 4:11
3. "Terror Jungle" - 5:15
4. "Children Of The Dead Lake" - 6:04
5. "R'lyeh The Dead" - 8:25
6. "Darkitecht" - 6:18
7. "Kissing The Crow" - 2:28
8. "Fame" (cover di Irene Cara) - 4:01

## Formazione
- Gus Monsanto - voce
- Stephan Forté - chitarra
- Franck Hermanny - basso
- Kevin Codfert - tastiera
- Eric Lébailly - batteria